# Lista de vereadores de Viamão
Esta é a lista de vereadores de Viamão, município brasileiro do estado do Rio Grande do Sul.
A Câmara Municipal de Viamão, é formada atualmente por vinte e um representantes, desde a eleição de 2004, diferentemente do que em anos anteriores que era de quatorze cadeiras, devido ao fato que as cidades passaram a ter um número de vereadores equivalente à sua população.

## Legislatura de 2021–2024
Estes são os vereadores eleitos nas eleições de 15 de novembro de 2020, pelo período de 1° de janeiro de 2021 a 31 de dezembro de 2024:
|    | Nome                                                                            | Partido                                        | Votos | %    | Observações |
| -- | ------------------------------------------------------------------------------- | ---------------------------------------------- | ----- | ---- | ----------- |
| 1  | Roni Everson Luz da Silva, Roni Bella (Porto Alegre, 15.12.1972–)               | Partido Social Democrático (PSD)               | 1.764 | 1,76 | 1º mandato  |
| 2  | Diego Ramos dos Santos, Dieguinho Santos (Viamão, 13.10.1989–)                  | Partido Social Democrático (PSD)               | 1.695 | 1,69 | 2º mandato  |
| 3  | Alex Sander Alves Boscaini (Viamão, 26.09.1970–)                                | Partido dos Trabalhadores (PT)                 | 1.616 | 1,61 | 3º mandato  |
| 4  | Dilamar de Jesus Silva (Viamão, 04.10.1969–)                                    | Partido Socialista Brasileiro (PSB)            | 1.614 | 1,61 | 3º mandato  |
| 5  | Alexandre Gomes Mello, Xandão Gomes (Porto Alegre, 03.09.1970–)                 | Republicanos                                   | 1.479 | 1,48 | 3º mandato  |
| 6  | Eraldo Antonio Almeida Roggia (Viamão, 02.12.1964–)                             | Partido Trabalhista Brasileiro (PTB)           | 1.144 | 1,14 | 7º mandato  |
| 7  | Fabrício Ollermann de Oliveira (Viamão, 30.07.1976–)                            | Movimento Democrático Brasileiro (MDB)         | 1.118 | 1,12 | 1º mandato  |
| 8  | Luís Antônio Menezes de Souza, Luizinho do Espigão (Viamão, 10.10.1977–)        | Partido da Social Democracia Brasileira (PSDB) | 1.091 | 1,09 | 1º mandato  |
| 9  | Fátima Beatriz da Silva Maria (Porto Alegre, 14.05.1964–)                       | Partido dos Trabalhadores (PT)                 | 1.045 | 1,04 | 1º mandato  |
| 10 | Willian Rodrigues Pereira (Viamão, 07.04.1990–)                                 | Partido Trabalhista Brasileiro (PTB)           | 1.040 | 1,04 | 1º mandato  |
| 11 | André Francisco de Souza Gutierres (Porto Alegre, 21.05.1980–)                  | Progressistas (PP)                             | 1.012 | 1,01 | 2º mandato  |
| 12 | Rodrigo Silveira da Silva, Rodrigo Pox (Porto Alegre, 21.09.1985–)              | Partido Democrático Trabalhista (PDT)          | 994   | 0,99 | 2º mandato  |
| 13 | Luís Fernando Rosa de Paula, Keno do Jari (Viamão, 09.11.1977–)                 | Partido da Social Democracia Brasileira (PSDB) | 931   | 0,93 | 1º mandato  |
| 14 | Ederson Machado dos Santos, Dédo Machado (Caçapava do Sul, 18.01.1972–)         | Movimento Democrático Brasileiro (MDB)         | 901   | 0,90 | 4º mandato  |
| 15 | Luís Armando Corrêa Azambuja (2021) (Porto Alegre, 15.02.1971–)                 | Partido da Social Democracia Brasileira (PSDB) | 890   | 0,89 | 6º mandato  |
| 16 | Igor Bernardes de Oliveira, Prof. Igor Bernardes (2022) (Alvorada, 30.10.1981–) | Partido Liberal (PL)                           | 890   | 0,89 | 2º mandato  |
| 17 | Thiago Rodrigues Gutierres (Viamão, 17.03.1989–)                                | Partido Social Democrático (PSD)               | 890   | 0,89 | 1º mandato  |
| 18 | Marcus Vinícius Costa Alves, Markinhos da Estalagem (Viamão, 23.06.1985–)       | Partido Socialista Brasileiro (PSB)            | 883   | 0,88 | 1º mandato  |
| 19 | Sandro Duarte Elias, Preguinho (Porto Alegre, 23.07.1974–)                      | Democratas (DEM)                               | 773   | 0,77 | 1º mandato  |
| 20 | Rodrigo Wieczorek, Rodrigo do Bar (Seberi, 04.11.1978–)                         | Cidadania                                      | 728   | 0,73 | 1º mandato  |
| 21 | Eda Regina da Silva Giendruczak (Viamão, 27.02.1970–)                           | Partido Democrático Trabalhista (PDT)          | 512   | 0,51 | 2º mandato  |

## Legislatura de 2017–2020
Estes são os vereadores eleitos nas eleições de 2 de outubro de 2016, pelo período de 1° de janeiro de 2017 a 31 de dezembro de 2020:
| Eleição de 2016 |                                                    |         |               |         |             |
| Nº              | Vereador(a) eleito(a)                              | Partido | Situação      | Votação | Votação     |
| Nº              | Vereador(a) eleito(a)                              | Partido | Situação      | Total   | Porcentagem |
| 1               | Marciel Fauri Bergmann (Maninho Fauri)             | PSD     | Eleito por QP | 3.002   | 2,84%       |
| 2               | Sergio Jesus Cruz Angelo                           | PV      | Eleito por QP | 2.072   | 1,96%       |
| 3               | Francinei Marcos Bonatto                           | PSDB    | Eleito por QP | 2.013   | 1,9%        |
| 4               | Alexandre Gomes Mello (Xandão Gomes)               | PRB     | Eleito por QP | 1.929   | 1,82%       |
| 5               | Dilamar de Jesus Silva (Dilamar)                   | PSB     | Eleito por QP | 1.882   | 1,78%       |
| 6               | Jesse Sangalli de Mello                            | PSDB    | Eleito por QP | 1.790   | 1,69%       |
| 7               | Diego Ramos dos Santos                             | PSD     | Eleito por QP | 1.539   | 1,46%       |
| 8               | Luís Armando Corrêa Azambuja (Armando)             | PT      | Eleito por QP | 1.407   | 1,33%       |
| 9               | Adão Pretto Filho                                  | PT      | Eleito por QP | 1.367   | 1,29%       |
| 10              | Nadim Harfouche (Nadim)                            | PP      | Eleito por QP | 1.318   | 1,25%       |
| 11              | Silvio Roberto Streit Junior (Guguzinho Streit)    | PTB     | Eleito por QP | 1.289   | 1,22%       |
| 12              | Belamar Pinheiro                                   | PSDB    | Eleito por QP | 1.281   | 1,21%       |
| 13              | João Carlos Oliveira da Silva (Joãozinho da Saúde) | PMDB    | Eleito por QP | 1.260   | 1,19%       |
| 14              | Evandro Costa da Silva Rodrigues                   | PSDB    | Eleito por QP | 1.230   | 1,16%       |
| 15              | Edi da Silva Edi Bagé                              | PSDB    | Eleito por QP | 1.184   | 1,12%       |
| 16              | Eraldo Antonio Almeida Roggia                      | PTB     | Eleito por QP | 1.106   | 1,05%       |
| 17              | André Francisco de Souza Gutierres                 | PP      | Eleito por QP | 1.019   | 0,96%       |
| 18              | Carlos Algusto da Silva Lopes (Guto Lopes)         | PSOL    | Eleito por QP | 851     | 0,80%       |
| 19              | Rodrigo Silveira da Silva (Rodrigo Pox)            | PDT     | Eleito por QP | 838     | 0,79%       |
| 20              | Igor Bernardes de Oliveira                         | PPS     | Eleito por QP | 736     | 0,70%       |
| 21              | Marcio Alberto Schenk (Marcio Katofa)              | PV      | Eleito por QP | 715     | 0,68%       |

| Cor | Significado                                                  |
| 1   | primeiro mandato como vereador(a) da cidade                  |
| 2   | segundo mandato (seguido ou não) como vereador(a) da cidade  |
| 3   | terceiro mandato (seguido ou não) como vereador(a) da cidade |
| 4   | quarto mandato (seguido ou não) como vereador(a) da cidade   |
| 5   | quinto mandato (seguido ou não) como vereador(a) da cidade   |
| 6   | sexto mandato (seguido ou não) como vereador(a) da cidade    |

## Legislatura de 2013–2016
Estes são os vereadores eleitos nas eleições de 7 de outubro de 2012, pelo período de 1° de janeiro de 2013 a 31 de dezembro de 2016:
| Eleição de 2012 |                                                    |         |                  |         |             |
| Nº              | Vereador(a) eleito(a)                              | Partido | Situação         | Votação | Votação     |
| Nº              | Vereador(a) eleito(a)                              | Partido | Situação         | Total   | Porcentagem |
| 1               | Marciel Fauri Bergmann (Maninho)                   | PT      | Eleito por QP    | 3.146   | 2,634%      |
| 2               | Dilamar de Jesus Silva                             | PSB     | Eleito por QP    | 2.835   | 2,374%      |
| 3               | Eliseu Fagundes Chaves (Ridi)                      | PT      | Eleito por QP    | 2.432   | 2,037%      |
| 4               | Nadim Harfouche                                    | PP      | Eleito por QP    | 2.324   | 1,946%      |
| 5               | Luís Armando Corrêa Azambuja (Armando)             | PT      | Eleito por QP    | 2.234   | 1,871%      |
| 6               | Ederson Machado dos Santos (Dédo)                  | PT      | Eleito por QP    | 2.204   | 1,846%      |
| 7               | Eraldo Antônio Almeida Roggia                      | PTB     | Eleito por QP    | 2.154   | 1,804%      |
| 8               | Valdir Jorge Elias (Russinho)                      | PMDB    | Eleito por QP    | 2.097   | 1,756%      |
| 9               | Alexandre Gomes Mello (Xandão Gomes)               | PRB     | Eleito por QP    | 1.841   | 1,542%      |
| 10              | João Carlos Oliveira da Silva (Joãozinho da Saúde) | PMDB    | Eleito por QP    | 1.763   | 1,476%      |
| 11              | Carlos Antônio de Abreu Bennech                    | PMDB    | Eleito por média | 1.732   | 1,450%      |
| 12              | Sílvio Roberto Streit Júnior (Guguzinho)           | PTB     | Eleito por QP    | 1.555   | 1,302%      |
| 13              | Sérgio Antônio Kumpfer (Sérginho)                  | PT      | Eleito por QP    | 1.505   | 1,260%      |
| 14              | Jefferson de Lima Huffell                          | PSB     | Eleito por QP    | 1.454   | 1,218%      |
| 15              | Zilmar Silva da Rocha                              | PT      | Eleito por média | 1.447   | 1,212%      |
| 16              | Vitorino Guimarães Gutierres (Leco)                | PTB     | Eleito por QP    | 1.220   | 1,022%      |
| 17              | Plínio Silva dos Santos (Plínio Tiquino)           | PSDB    | Eleito por QP    | 1.043   | 0,873%      |
| 18              | Leandro Pereira Aguirre                            | PSB     | Eleito por média | 966     | 0,809%      |
| 19              | Eda Regina da Silva Giendruczak                    | PDT     | Eleita por QP    | 898     | 0,752%      |
| 20              | Augusto Furnato Bottezeli Giraudo (Augustão)       | PSOL    | Eleito por QP    | 842     | 0,705%      |
| 21              | Anderson Alberto Silva de Lima (Zé do PV)          | PV      | Eleito por média | 809     | 0,677%      |

| Cor | Significado                                                  |
| 1   | primeiro mandato como vereador(a) da cidade                  |
| 2   | segundo mandato (seguido ou não) como vereador(a) da cidade  |
| 3   | terceiro mandato (seguido ou não) como vereador(a) da cidade |
| 4   | quarto mandato (seguido ou não) como vereador(a) da cidade   |
| 5   | quinto mandato (seguido ou não) como vereador(a) da cidade   |

## Legislatura de 2009–2012
Estes são os vereadores eleitos nas eleições de 5 de outubro de 2008, pelo período de 1° de janeiro de 2009 a 31 de dezembro de 2012:
| Eleição de 2008 |                                                    |         |                  |         |             |
| Nº              | Vereador(a) eleito(a)                              | Partido | Situação         | Votação | Votação     |
| Nº              | Vereador(a) eleito(a)                              | Partido | Situação         | Total   | Porcentagem |
| 1               | Marciel Fauri Bergmann (Maninho)                   | PT      | Eleito por QP    | 3.047   | 2,74%       |
| 2               | Eraldo Antônio Almeida Roggia                      | PTB     | Eleito por QP    | 2.686   | 2,41%       |
| 3               | Nadim Harfouche                                    | PP      | Eleito por QP    | 2.622   | 2,35%       |
| 4               | Sérgio Antônio Kumpfer (Sérginho)                  | PT      | Eleito por QP    | 2.592   | 2,33%       |
| 5               | Belamar Pinheiro                                   | PP      | Eleita por média | 2.392   | 2,15%       |
| 6               | Ederson Machado dos Santos (Dédo)                  | PT      | Eleito por QP    | 2.349   | 2,11%       |
| 7               | Luís Armando Corrêa Azambuja (Armando)             | PT      | Eleito por QP    | 2.197   | 1,97%       |
| 8               | Geraldo Antônio Barcelos Oliveira                  | PT      | Eleito por média | 1.963   | 1,76%       |
| 9               | Zilmar Silva da Rocha                              | PT      | Eleito por média | 1.895   | 1,70%       |
| 10              | Jorge Batista Frota Bernardes                      | PTB     | Eleito por média | 1.856   | 1,67%       |
| 11              | Valdir Jorge Elias (Russinho)                      | PMDB    | Eleito por QP    | 1.820   | 1,63%       |
| 12              | Antônio Carlos Gutierres de Souza                  | PMDB    | Eleito por QP    | 1.717   | 1,54%       |
| 13              | Romer dos Santos Guex                              | PSOL    | Eleito por QP    | 1.681   | 1,51%       |
| 14              | João Carlos Oliveira da Silva (Joãozinho da Saúde) | PMDB    | Eleito por média | 1.421   | 1,28%       |

| Cor | Significado                                                  |
| 1   | primeiro mandato como vereador(a) da cidade                  |
| 2   | segundo mandato (seguido ou não) como vereador(a) da cidade  |
| 3   | terceiro mandato (seguido ou não) como vereador(a) da cidade |
| 4   | quarto mandato (seguido ou não) como vereador(a) da cidade   |
| 6   | sexto mandato (seguido ou não) como vereador(a) da cidade    |

## Legislatura de 2005–2008
Estes são os vereadores eleitos nas eleições de 3 de outubro de 2004, pelo período de 1° de janeiro de 2005 a 31 de dezembro de 2008:
| Eleição de 2004 |                                                       |         |                  |         |             |
| Nº              | Vereador(a) eleito(a)                                 | Partido | Situação         | Votação | Votação     |
| Nº              | Vereador(a) eleito(a)                                 | Partido | Situação         | Total   | Porcentagem |
| 1               | Gilmar Ernai Grandini Guimarães                       | PPS     | Eleito por QP    | 2.289   | 1,941%      |
| 2               | Valmir Vieira de Moura (Valmir da CEEE)               | PMDB    | Eleito por QP    | 2.227   | 1,888%      |
| 3               | Luís Armando Corrêa Azambuja (Armando)                | PT      | Eleito por QP    | 1.993   | 1,690%      |
| 4               | Antônio Carlos Gutierres de Souza                     | PMDB    | Eleito por QP    | 1.966   | 1,667%      |
| 5               | Lindo Cristaldo (Dr. Cristaldo)                       | PDT     | Eleito por QP    | 1.940   | 1,645%      |
| 6               | Nadim Harfouche                                       | PMDB    | Eleito por média | 1.887   | 1,600%      |
| 7               | Eraldo Antônio Almeida Roggia                         | PTB     | Eleito por QP    | 1.814   | 1,538%      |
| 8               | Fernando Rogério Rospide Nunes (Rospide)              | PP      | Eleito por QP    | 1.801   | 1,527%      |
| 9               | Nelson de Souza e Silva                               | PTB     | Eleito por média | 1.659   | 1,407%      |
| 10              | Romer dos Santos Guex                                 | PDT     | Eleito por média | 1.551   | 1,315%      |
| 11              | Vitorino Guimarães Gutierres (Leco)                   | PSDB    | Eleito por QP    | 1.494   | 1,267%      |
| 12              | Ederson Machado dos Santos (Dédo)                     | PT      | Eleito por QP    | 1.304   | 1,106%      |
| 13              | Antônio Geraldo de Souza Henriques Filho (Geraldinho) | PT      | Eleito por QP    | 1.293   | 1,096%      |
| 14              | Belini Teixeira Romanzini                             | PT      | Eleito por QP    | 1.173   | 0,995%      |

| Cor | Significado                                                  |
| 1   | primeiro mandato como vereador(a) da cidade                  |
| 2   | segundo mandato (seguido ou não) como vereador(a) da cidade  |
| 3   | terceiro mandato (seguido ou não) como vereador(a) da cidade |
| 5   | quinto mandato (seguido ou não) como vereador(a) da cidade   |

## Legislatura de 2001–2004
Estes são os vereadores eleitos nas eleições de 1º de outubro de 2000, pelo período de 1° de janeiro de 2001 a 31 de dezembro de 2004:
| Eleição de 2000 |                                         |         |                  |         |             |
| Nº              | Vereador(a) eleito(a)                   | Partido | Situação         | Votação | Votação     |
| Nº              | Vereador(a) eleito(a)                   | Partido | Situação         | Total   | Porcentagem |
| 1               | Tadeu da Cruz Nunes                     | PTB     | Eleito por QP    | 2.449   | 2,293%      |
| 2               | Miguel Luli Elias                       | PDT     | Eleito por QP    | 2.408   | 2,255%      |
| 3               | Eraldo Antônio Almeida Roggia           | PSDB    | Eleito por QP    | 1.618   | 1,515%      |
| 4               | Alex Sander Alves Boscaini              | PT      | Eleito por QP    | 1.528   | 1,431%      |
| 5               | Sérgio Antônio Kumpfer (Sérginho)       | PT      | Eleito por QP    | 1.526   | 1,429%      |
| 6               | Lindo Cristaldo (Dr. Cristaldo)         | PDT     | Eleito por QP    | 1.486   | 1,391%      |
| 7               | Vitorino Guimarães Gutierres (Leco)     | PTB     | Eleito por QP    | 1.471   | 1,377%      |
| 8               | Carlos Alberto Cézar da Silva           | PSDB    | Eleito por QP    | 1.469   | 1,375%      |
| 9               | Romer dos Santos Guex                   | PDT     | Eleito por QP    | 1.468   | 1,374%      |
| 10              | Luís Armando Corrêa Azambuja (Armando)  | PDT     | Eleito por média | 1.413   | 1,323%      |
| 11              | José Janes da Silva Nunes               | PP      | Eleito por QP    | 1.347   | 1,261%      |
| 12              | Valmir Trelhes Ferraro                  | PMDB    | Eleito por QP    | 1.264   | 1,183%      |
| 13              | Francisco Guimarães Gutierres           | PTB     | Eleito por QP    | 1.235   | 1,156%      |
| 14              | Moacir Gutierres de Souza               | PTB     | Eleito por média | 1.232   | 1,153%      |
| 15              | Antônio Carlos Gutierres de Souza       | PMDB    | Eleito por QP    | 1.232   | 1,153%      |
| 16              | Vitor Paulo Ortiz Bittencourt           | PT      | Eleito por QP    | 1.192   | 1,116%      |
| 17              | Nestor Maltha Soares                    | PSB     | Eleito por QP    | 1.015   | 0,950%      |
| 18              | Marcio Alberto Schenk                   | PP      | Eleito por média | 998     | 0,934%      |
| 19              | Valmir Vieira de Moura (Valmir da CEEE) | PMDB    | Eleito por QP    | 981     | 0,918%      |
| 20              | Ildo Mussnich Britto                    | PT      | Eleito por QP    | 978     | 0,916%      |
| 21              | Itamar Silva dos Santos                 | PT      | Eleito por média | 975     | 0,913%      |

| Cor | Significado                                                  |
| 1   | primeiro mandato como vereador(a) da cidade                  |
| 2   | segundo mandato (seguido ou não) como vereador(a) da cidade  |
| 3   | terceiro mandato (seguido ou não) como vereador(a) da cidade |
| 4   | quarto mandato (seguido ou não) como vereador(a) da cidade   |
| 5   | quinto mandato (seguido ou não) como vereador(a) da cidade   |

## Legislatura de 1997–2000
Estes são os vereadores eleitos nas eleições de 3 de outubro de 1996, pelo período de 1° de janeiro de 1997 a 31 de dezembro de 2000:
| Eleição de 1996 |                                                    |         |                  |         |             |
| Nº              | Vereador(a) eleito(a)                              | Partido | Situação         | Votação | Votação     |
| Nº              | Vereador(a) eleito(a)                              | Partido | Situação         | Total   | Porcentagem |
| 1               | Glademir Vieira de Moura                           | PMDB    | Eleito por QP    | 1.531   | 1,955%      |
| 2               | Fernando Rogério Rospide Nunes (Rospide)           | PDT     | Eleito por QP    | 1.439   | 1,837%      |
| 3               | Atidor da Silva da Cruz                            | PDT     | Eleito por QP    | 1.410   | 1,800%      |
| 4               | Romer dos Santos Guex                              | PDT     | Eleito por QP    | 1.393   | 1,779%      |
| 5               | Ildo Mussnich Britto                               | PT      | Eleito por QP    | 1.316   | 1,680%      |
| 6               | Paulo Ari Knevitz Land                             | PT      | Eleito por QP    | 1.307   | 1,669%      |
| 7               | Miguel Luli Elias                                  | PDT     | Eleito por QP    | 1.191   | 1,521%      |
| 8               | Juarez Gutierres de Souza                          | PTB     | Eleito por QP    | 1.127   | 1,439%      |
| 9               | Alex Sander Alves Boscaini                         | PT      | Eleito por QP    | 1.114   | 1,422%      |
| 10              | Ronaldo Barcelos Ribeiro                           | PTB     | Eleito por QP    | 1.112   | 1,420%      |
| 11              | José Carlos Vieira da Rocha                        | PT      | Eleito por média | 1.099   | 1,403%      |
| 12              | Antônio Carlos Gutierres de Souza                  | PMDB    | Eleito por QP    | 1.094   | 1,397%      |
| 13              | Zilmar Silva da Rocha                              | PDT     | Eleito por média | 1.070   | 1,366%      |
| 14              | Paulo Fraga Gomes                                  | PT      | Eleito por média | 1.035   | 1,322%      |
| 15              | João Carlos Oliveira da Silva (Joãozinho da Saúde) | PTB     | Eleito por QP    | 1.016   | 1,297%      |
| 16              | Paulo Gilberto da Silva                            | PMDB    | Eleito por média | 1.000   | 1,277%      |
| 17              | Eraldo Antônio Almeida Roggia                      | PTB     | Eleito por média | 928     | 1,185%      |
| 18              | Carlos Remi da Silva Pacheco                       | PPB     | Eleito por QP    | 835     | 1,066%      |
| 19              | Rogério Fernandes Teixeira                         | PPB     | Eleito por média | 747     | 0,954%      |
| 20              | Therezinha Labres                                  | PSDB    | Eleita por QP    | 643     | 0,821%      |
| 21              | Arami Coutinho Marques                             | PSDB    | Eleito por média | 500     | 0,638%      |

| Cor | Significado                                                  |
| 1   | primeiro mandato como vereador(a) da cidade                  |
| 2   | segundo mandato (seguido ou não) como vereador(a) da cidade  |
| 3   | terceiro mandato (seguido ou não) como vereador(a) da cidade |
| 4   | quarto mandato (seguido ou não) como vereador(a) da cidade   |

## Legislatura de 1993–1996
Estes são os vereadores eleitos nas eleições de 3 de outubro de 1992, pelo período de 1° de janeiro de 1993 a 31 de dezembro de 1996:
| Eleição de 1992 |                                          |         |         |
| Nº              | Vereador(a) eleito(a)                    | Partido | Votação |
| 1               | Glademir Vieira de Moura                 | PMDB    | 984     |
| 2               | Ubirajara índio de Camargo               | PDT     | 953     |
| 3               | Fernando Rogério Rospide Nunes (Rospide) | PDT     | 931     |
| 4               | Marco Henrique Chaves dos Santos         | PMDB    | 911     |
| 5               | Eliseu Fagundes Chaves (Ridi)            | PT      | 876     |
| 6               | Carlos César da Silva Marçal             | PDT     | 819     |
| 7               | Miguel Luli Elias                        | PDT     | 810     |
| 8               | José Janes da Silva Nunes                | PMDB    | 788     |
| 9               | Antônio Carlos Gutierres de Souza        | PTB     | 782     |
| 10              | Atidor da Silva da Cruz                  | PDT     | 774     |
| 11              | Valmir Trelhes Ferrado                   | PDT     | 715     |
| 12              | Carlos Alberto Cézar da Silva            | PTB     | 706     |
| 13              | Paulo Henriqson Cimirro                  | PTB     | 705     |
| 14              | Nestor Maltha Soares                     | PT      | 694     |
| 15              | Marco Aurélio Brandão Tavares            | PDT     | 667     |
| 16              | Juarez Gutierres de Souza                | PT      | 663     |
| 17              | Paulo Gilberto da Silva                  | PMDB    | 631     |
| 18              | Amilton dos Santos Machado               | PDT     | 610     |
| 19              | Paulo de Oliveira Barcelos               | PDS     | 587     |
| 20              | Antônio Aguiar de Deus                   | PTB     | 587     |
| 21              | Ronaldo Barcelos Ribeiro                 | PSDB    | 503     |

| Cor | Significado                                                  |
| 1   | primeiro mandato como vereador(a) da cidade                  |
| 2   | segundo mandato (seguido ou não) como vereador(a) da cidade  |
| 3   | terceiro mandato (seguido ou não) como vereador(a) da cidade |
| 4   | quarto mandato (seguido ou não) como vereador(a) da cidade   |

## Legislatura de 1989–1992
Estes são os vereadores eleitos nas eleições de 15 de novembro de 1988, pelo período de 1° de janeiro de 1989 a 31 de dezembro de 1992:
| Eleição de 1988 |                                   |         |         |
| Nº              | Vereador(a) eleito(a)             | Partido | Votação |
| 1               | Glademir Vieira de Moura          | PMDB    | 905     |
| 2               | Irajá Gonçalves de Oliveira       | PDS     | 870     |
| 3               | José Janes da Silva Nunes         | PMDB    | 841     |
| 4               | Eliseu Fagundes Chaves (Ridi)     | PT      | 773     |
| 5               | Antônio Aguiar de Deus            | PDT     | 765     |
| 6               | Valdir Bonatto                    | PT      | 723     |
| 7               | Vaudelina Araújo                  | PDT     | 714     |
| 8               | Paulo Gilberto da Silva           | PMDB    | 687     |
| 9               | Valdir Jorge Elias (Russinho)     | PDT     | 642     |
| 10              | Amilton dos Santos Machado        | PSB     | 613     |
| 11              | Mário Alberto Gonçalves Mendes    | PDT     | 588     |
| 12              | Antônio Carlos Gutierres de Souza | PMDB    | 574     |
| 13              | Marco Henrique Chaves dos Santos  | PMDB    | 562     |
| 14              | Marciano Pereira da Rosa          | PDT     | 539     |
| 15              | Valmir Trelhes Ferraro            | PMDB    | 536     |
| 16              | Luiz Breno Sant'Ana               | PDT     | 496     |
| 17              | Bazilé Alves da Silva             | PT      | 471     |
| 18              | Artur Gattino                     | PDS     | 439     |
| 19              | Ronaldo Barcelos Ribeiro          | PSB     | 429     |
| 20              | Marco Aurélio Brandão Tavares     | PSB     | 412     |
| 21              | Gilberto Fraga da Silva           | PSB     | 411     |

| Cor | Significado                                                  |
| 1   | primeiro mandato como vereador(a) da cidade                  |
| 2   | segundo mandato (seguido ou não) como vereador(a) da cidade  |
| 3   | terceiro mandato (seguido ou não) como vereador(a) da cidade |

## Legislatura de 1983–1988
Estes são os vereadores eleitos nas eleições de 15 de novembro de 1982:
| Eleição de 1982 |                               |         |         |
| Nº              | Vereador(a) eleito(a)         | Partido | Votação |
| 1               | Irajá Gonçalves de Oliveira   | PDS     | 1.332   |
| 2               | Francisco Guimarães Gutierres | PMDB    | 924     |
| 3               | Carlos Alberto Cézar da Silva | PDT     | 902     |
| 4               | Jorge Chidem                  | PDT     | 816     |
| 5               | Pedro Paulo de Lima Fraga     | PDS     | 812     |
| 6               | Carlos Remi da Silva Pacheco  | PDS     | 722     |
| 7               | Paulo Gilberto da Silva       | PMDB    | 653     |
| 8               | Eugênia Camargo Dubal         | PDT     | 646     |
| 9               | Valdi da Conceição Feijó      | PMDB    | 644     |
| 10              | Amilton dos Santos Machado    | PMDB    | 625     |
| 11              | Jorge Guimarães               | PDT     | 622     |
| 12              | Francisco Lamas               | PDT     | 622     |
| 13              | José Marli Guedes             | PDT     | 573     |
| 14              | Antônio Aguiar de Deus        | PMDB    | 548     |
| 15              | Irvan Antunes Vieira          | PDS     | 530     |
| 16              | Werno Becker                  | PDT     | 522     |
| 17              | Paulo Nunes                   | PDT     | 498     |
| 18              | Artur Gattino                 | PDS     | 496     |
| 19              | Valdelina Araújo              | PDS     | 491     |
| 20              | Antônio Becker da Rosa        | PMDB    | 415     |
| 21              | Valentim Diniz Corrêa         | PMDB    | 383     |

| Cor | Significado                                                  |
| 1   | primeiro mandato como vereador(a) da cidade                  |
| 2   | segundo mandato (seguido ou não) como vereador(a) da cidade  |
| 3   | terceiro mandato (seguido ou não) como vereador(a) da cidade |

## Legislatura de 1977–1982
Estes são os vereadores eleitos nas eleições de 15 de novembro de 1976:
| Eleição de 1976 |                               |         |         |
| Nº              | Vereador(a) eleito(a)         | Partido | Votação |
| 1               | Modesto Somariva              | ARENA   | 954     |
| 2               | Djalma José de Godoy          | ARENA   | 858     |
| 3               | Carlos Alberto Cézar da Silva | MDB     | 827     |
| 4               | Artur Gattino                 | ARENA   | 827     |
| 5               | Renato João Kerkhoff          | MDB     | 727     |
| 6               | Pedro Paulo de Lima Fraga     | ARENA   | 705     |
| 7               | Antônio Becker da Rosa        | MDB     | 630     |
| 8               | José Antunes Pinto            | ARENA   | 617     |
| 9               | Alvarinho Álvaro de Moura     | MDB     | 597     |
| 10              | João Lino Pereira             | ARENA   | 580     |
| 11              | Darci Almeida Melo            | MDB     | 550     |
| 12              | Moisés Bonetti                | MDB     | 545     |
| 13              | Evaldo Maia dos Santos        | MDB     | 540     |
| 14              | Iai Ney de Souza Nunes        | ARENA   | 535     |
| 15              | Velácio Stein                 | ARENA   | 533     |
| 16              | Eurico Silveira Grassotti     | MDB     | 513     |
| 17              | Valdi da Conceição Feijó      | MDB     | 506     |

| Cor | Significado                                                 |
| 1   | primeiro mandato como vereador(a) da cidade                 |
| 2   | segundo mandato (seguido ou não) como vereador(a) da cidade |

## Legislatura de 1973–1976
Estes são os vereadores eleitos nas eleições de 15 de novembro de 1972:
| Eleição de 1972 |                               |         |         |
| Nº              | Vereador(a) eleito(a)         | Partido | Votação |
| 1               | Velácio Stein                 | ARENA   | 1.342   |
| 2               | Modesto Somariva              | ARENA   | 854     |
| 3               | José Antunes Pinto            | ARENA   | 721     |
| 4               | João Lino Pereira             | ARENA   | 654     |
| 5               | Lourival Vieira da Rocha      | ARENA   | 640     |
| 6               | Anápio Nunes Marques          | ARENA   | 595     |
| 7               | Antônio Borges Nunes          | ARENA   | 561     |
| 8               | Iai Ney de Souza Nunes        | ARENA   | 536     |
| 9               | Olintho Mari                  | ARENA   | 531     |
| 10              | Darci Carvalho Feijó          | ARENA   | 509     |
| 11              | Jorge Marques Taurino         | MDB     | 408     |
| 12              | Carlos Alberto Cézar da Silva | MDB     | 340     |
| 13              | Antônio Becker da Rosa        | MDB     | 313     |

| cor  | significado          |
| Bege | Presidente da Câmara |
| Azul | Suplente             |